# Franco Bertoli
Franco Bertoli (Údine, 29 de abril de 1959) é um ex-jogador de voleibol da Itália que competiu nos Jogos Olímpicos de 1980 e 1984.
Em 1980, ele participou de quatro jogos e o time italiano finalizou na nona colocação na competição olímpica. Quatro anos depois, ele fez parte da equipe italiana que conquistou a medalha de bronze no torneio olímpico de 1984, no qual atuou em todas as seis partidas.